# 6 octobre
Pour les articles homonymes, voir Six-Octobre.
6 septembre 6 novembre
Chronologies thématiques
- Croisades
- Ferroviaires
- Sports
- Disney
- Anarchisme
- Catholicisme

Abréviations / Voir aussi
- (° 1852) = né en 1852
- († 1885) = mort en 1885
- a.s. = calendrier julien
- n.s. = calendrier grégorien
- Calendrier
- Calendrier perpétuel
- Liste de calendriers
- Naissances du jour

Le 6 octobre est le 279e jour de l'année du calendrier grégorien, 280e lorsqu'elle est bissextile (il en reste ensuite 86).
C'était généralement l'équivalent du 15 vendémiaire du calendrier républicain français, officiellement dénommé jour de l'âne.

## Événements

### IIesiècleav. J.-C.
- 105 av. J.-C. : bataille d'Orange (ancienne Arausio, aujourd'hui dans le département français et provençal du Vaucluse) perdue par l'armée romaine (environ 80 000 morts) face aux Cimbres et aux Teutons (15 000 morts) au cours de la guerre dite des Cimbres du point de vue romain (d'environ -115 à -101 quant à celle-ci).

### XVIIIesiècle
- 1789 : 
  - sous la contrainte, Louis XVI, Marie-Antoinette, et leurs deux enfants, quittent le château de Versailles pour celui des Tuileries, à Paris.
  - tremblement de terre en Haïti.
- 1793 : bataille de Treize-Septiers, pendant la guerre de Vendée.
- 1799 : victoire du général français Brune, à la bataille de Castricum.
- 1799 : bataille de Saint-Aubin-du-Cormier, pendant la Chouannerie.

### XXesiècle
- 1950 : bataille de Markham Gartok (invasion du Tibet par l'armée chinoise populaire de libération), deux siècles après celle du Xinjiang ouïghour.
- 1973 : début de la guerre du Kippour, israélo-arabe.
- 1976 : massacre de l'université Thammasat, à Bangkok en Thaïlande.
- 1981 : le président égyptien Anouar el-Sadate est assassiné au cours d'une revue militaire, par un commando qui ouvre le feu sur la tribune officielle.
- 1998 : Matthew Shepard est torturé et battu, il en mourra six jours plus tard.
- 1999 : le Protocole facultatif à la Convention sur l'élimination de toutes les formes de discrimination à l'égard des femmes est adopté.

### XXIesiècle
- 2019 : 
  - au Kosovo, les élections législatives ont lieu, afin d'élire les 120 députés de la 7e législature de l'Assemblée, pour un mandat de quatre ans.
  - au Portugal, les élections législatives ont lieu, afin de renouveler pour quatre ans les 230 députés de l'Assemblée de la République[1].
  - en Tunisie, les élections législatives ont lieu[2], afin d'élire les 217 députés de l'Assemblée des représentants du peuple, pour un mandat de cinq ans.
- 2024 : 
  - en Tunisie, Kaïs Saïed est réélu président de la République[3].
  - 14e jours des bombardements israéliens au Liban qui font état de 10 morts de plus[4].

## Arts, culture et religion
- 1822 : bulle du pape Pie VII, qui restaure 30 diocèses en France, supprimés lors de la Constitution civile du clergé.
- 1889 : ouverture du Moulin Rouge, au pied sud de la butte Montmartre à Paris.
- 1890 : l’Église mormone condamne la polygamie.
- 1927 : le premier film parlant, Le Chanteur de jazz, est présenté en Amérique par les frères Warner.
- 1979 : Jean-Paul II est le premier pape à être reçu à la Maison-Blanche.
- 2017 : le prix Nobel de la paix est attribué à la Campagne internationale pour l'abolition des armes nucléaires, une coalition de plusieurs ONG dont le siège est à Genève, en Suisse.
- 2022 : le prix Nobel de littérature est attribué à la Française Annie Ernaux[5].
- 2023 : le prix Nobel de la paix est attribué à Narges Mohammadi « pour sa lutte contre l'oppression des femmes en Iran et son combat pour la promotion des droits de l'homme et de la liberté pour tous »[6].

## Sciences et techniques
- 1995 : annonce de la découverte de la première exoplanète, 51 Pegasi b, par les astrophysiciens Michel Mayor et Didier Queloz, de l'observatoire de Genève.
- 2020 : le prix Nobel de physique est attribué au britannique Roger Penrose, l'Allemand Reinhard Genzel et l'Américain Andrea Ghez pour leurs travaux sur les trous noirs[7].
- 2021 : le prix Nobel de chimie est attribué à l'Allemand Benjamin List et le Britannique David MacMillan pour le développement de  l'organocatalyse asymétrique[8].

## Économie et société
- 1990 : Thomas Claudio, passager d'une moto, est percuté par une voiture de police, ce qui entraîne des émeutes urbaines à Vaulx-en-Velin.
- 2008 : krach boursier, les bourses mondiales enregistrant une baisse de 20 % en moyenne.
- 2018 : en Roumanie, début du référendum visant à modifier la définition de la famille dans l'article 48 de la Constitution, après un long débat public.
- 2022 : en Thaïlande, au moins 38 personnes, pour la plupart des enfants, sont tuées dans l’attaque d’une crèche dans la Province de Nong Bua Lamphu[9].
- 2024 : au Kazakhstan, la population vote en faveur de la construction d'une centrale nucléaire.

## Naissances

### XIIIesiècle
- 1289 : Venceslas III, roi de Hongrie de 1301 à 1305 et de Bohême et de Pologne de 1305 à 1306 († 4 août 1306).

### XVIesiècle
- 1510 : John Caius, médecin anglais († 29 juillet 1573).
- 1598 : Jean de Lucmau de Classun, ingénieur du roi et cartographe français.

### XVIIesiècle
- 1680 : Alexandre Dubois-Descours, marquis de La Maisonfort, officier de marine français († 7 octobre 1754).

### XVIIIesiècle
- 1732 : Nevil Maskelyne, astronome britannique († 9 février 1811).
- 1744 : James McGill, homme d'affaires et philanthrope scotto-canadien († 19 décembre 1813).
- 1751 : John Webber, peintre anglais († 29 avril 1793).
- 1752 : Claude François Bruno Siblot, médecin et homme politique français († 20 octobre 1801).
- 1767 : Henri Christophe, militaire et dirigeant haïtien, président puis roi d'Haïti de 1806 à 1820 († 8 octobre 1820).
- 1773 : Louis-Philippe Ier, roi des Français de 1830 à 1848 († 26 août 1850).

### XIXesiècle
- 1801 : Hippolyte Carnot, homme politique français († 16 mars 1888).
- 1811 : Marie-Rose Durocher, religieuse et éducatrice catholique canadienne († 6 octobre 1849).
- 1831 : Richard Dedekind, mathématicien allemand († 12 février 1916).
- 1834 : Alfred Naquet, médecin, chimiste et homme politique français († 10 novembre 1916).
- 1838 : Giuseppe Cesare Abba, écrivain italien († 6 novembre 1910).
- 1846 : George Westinghouse, industriel américain († 12 mars 1914).
- 1866 : Reginald Aubrey Fessenden, inventeur canadien († 22 juillet 1932).
- 1876 : Ernest Lapointe, homme politique canadien († 26 novembre 1941).
- 1882 : Karol Szymanowski, compositeur polonais († 28 mars 1937).
- 1884 : Lloyd Spooner, tireur sportif américain, quadruple champion olympique († 20 décembre 1966).
- 1886 : Edwin Fischer, musicien suisse († 24 janvier 1960).
- 1887 : Le Corbusier (Charles-Édouard Jeanneret-Gris dit), architecte et urbaniste hélvético-français († 27 août 1965).
- 1888 : Roland Garros, aviateur français († 5 octobre 1918).
- 1893 : Meghnad Saha মেঘনাদ সাহা), astrophysicien indien († 16 février 1956).
- 1895 : William Petersson, athlète suédois spécialiste du saut en longueur (champion olympique) et du sprint († 10 mai 1965).
- 1898 : Dee Lampton, acteur américain († 2 septembre 1919).

### XXesiècle
- 1903 : Ernest Walton, physicien irlandais, prix Nobel de physique en 1951 († 25 juin 1995).
- 1905 :
  - Jacques Renouvin, résistant français († 24 janvier 1944).
  - Helen Wills, joueuse de tennis américaine († 1er janvier 1998).
- 1906 : Janet Gaynor, acteur américain († 14 septembre 1984).
- 1908 :
  - Carole Lombard, actrice américaine († 16 janvier 1942).
  - Sergueï Sobolev (Сергей Львович Соболев), mathématicien russe († 3 janvier 1989).
- 1909 :
  - Mario Luigi Ciappi, prélat italien († 22 avril 1996).
  - Arthur Giovoni, enseignant et résistant français, Compagnon de la Libération († 19 janvier 1996).
- 1913 : Meret Oppenheim, écrivaine, artiste peintre, photographe et plasticienne suisse († 15 novembre 1985).
- 1914 : Thor Heyerdahl, anthropologue et archéologue norvégien († 18 avril 2002).
- 1915 : Humberto Sousa Medeiros, prélat américain († 17 septembre 1983).
- 1917 : Paul Calvert, joueur de baseball québécois († 1er février 1999).
- 1920 : Jacqueline Pagnol (Jacqueline Bouvier dite par mariage puis veuvage), actrice française († 22 août 2016).
- 1921 : Georges Wilson, acteur français († 3 février 2010).
- 1923 : Jacqueline Teyssier (née Bitton), témoin française de la Shoah comme déportée en ayant réchappé († 20 mars 2022).
- 1927 : Emmanuel III Karim Delly, prélat irakien († 8 avril 2014).
- 1928 : Liliane de Kermadec, réalisatrice et scénariste française († 13 février 2020).
- 1929 : 
  - Bruno Cremer, acteur français († 7 août 2010).
  - Catherine Dasté, femme de théâtre, comédienne et metteur en scène française.
- 1930 : 
  - Richard « Richie » Benaud, joueur de cricket australien († 10 avril 2015).
  - Hafez el-Assad (حافظ الأسد), homme politique syrien, président de la République arabe syrienne de 1971 à 2000 († 10 juin 2000).
  - Raymond Malenfant, homme d’affaires hôtelières québécois († 7 janvier 2022).
- 1932 : Patrick Cauvin (Claude Klotz dit), écrivain français († 16 août 2010).
- 1935 : Bruno Sammartino, catcheur italien († 18 avril 2018).
- 1938 : 
  - Bertrand de Labbey (de La Besnardière), dirigeant français d'agence artistique.
  - Serge Nubret, culturiste et acteur de cinéma français († 19 avril 2011).
  - Sara Jordan Powell, chanteuse américaine de jazz, soul et gospel.
- 1940 :
  - Philippe Baillet, basketteur français († 5 janvier 2015).
  - Ginette Ravel (Marie Thérèse Ginette Gravel dite), chanteuse québécoise († 17 février 2022).
- 1941 : Edgar Dören, pilote de courses automobile d'endurance allemand († 1er avril 2004).
- 1943 : 
  - Josée Dayan, réalisatrice française.
  - Éric Sarner, poète et écrivain français également journaliste et réalisateur de documentaires.
- 1944 :
  - Boris Mikhaïlov (Борис Петрович Михайлов), hockeyeur soviétique.
  - José Carlos Pace, pilote de F1 brésilien († 18 mars 1977).
- 1946 :
  - Chng Seok Tin, artiste graveuse singapourienne († 6 septembre 2019).
  - Anthony William « Tony » Greig, joueur de cricket anglais († 29 décembre 2012).
- 1947 : Klaus Dibiasi, plongeur italien, triple champion olympique.
- 1948 : Gerry Adams, homme politique (nord-)irlandais, cocontractant de l'Accord du Vendredi saint.
- 1949 : 
  - Alfonso « Bobby » Farrell, chanteur néerlandais († 30 décembre 2010).
  - Nicolas Peyrac (Jean-Jacques Tazartez dit), chanteur français.
- 1950 :
  - Cyril de La Patellière, sculpteur français.
  - Nathalie Nell, actrice française.
- 1951 : Manfred Winkelhock, pilote de F1 et d'endurance allemand († 12 août 1985).
- 1954 : « Paco Ojeda » (Francisco Manuel Ojeda González dit), matador espagnol.
- 1955 : Anthony Kevin « Tony » Dungy, joueur américain de foot américain.
- 1956 : 
  - Rüdiger Helm, kayakiste est-allemand, triple champion olympique.
  - Illya Mate, lutteur soviétique, champion olympique.
- 1958
  - Sergueï Mylnikov, joueur professionnel russe de hockey sur glace († 20 juin 2017).
  - Philippe Chereau, journaliste et commentateur français de catch et de course automobile NASCAR.
- 1959 : Peter Eriksson, cavalier de saut d'obstacles suédois.
- 1960 : 
  - Yves Leterme, homme d'État belge.
  - Patrick Levy, scénariste, réalisateur, producteur et acteur français.
- 1961 : Moshe Lion, entrepreneur et homme politique israélien.
- 1962 : Sophie Duez, actrice française.
- 1963 :
  - Thomas Bickel, footballeur suisse.
  - Elisabeth Shue, actrice américaine.
  - Éric Fouassier, écrivain français.
- 1964 : Tom Jager, nageur américain, champion olympique.
- 1967 : Heyneke Meyer, entraîneur de rugby sud-africain.
- 1968 : Dominique A (Dominique Ané dit), chanteur français.
- 1969 : 
  - Byron Black, joueur de tennis zimbabwéen.
  - Hyun Jung-hwa, pongiste sud-coréenne, championne olympique.
- 1971 : 
  - « Finito de Córdoba » (Juan Serrano Pineda dit), matador espagnol.
  - Vadym Gutzeit, escrimeur et homme politique ukrainien, champion olympique.
- 1973
  - Anna Gomis, lutteuse libre française.
  - Ioan Gruffudd, acteur anglais.
  - Christel Pascal, skieuse alpine française.
- 1974 : Jeremy Sisto, acteur américain.
- 1976 : 
  - Hubert Henno, volleyeur français.
  - Mélody Vilbert, mannequin, animatrice, actrice, auteure et chroniqueuse française.
  - Gaydarbek Gaydarbekov, boxeur russe, champion olympique.
- 1977 :
  - Daniel Brière, hockeyeur canadien.
  - Fabio Carta, patineur de vitesse italien.
- 1978 :
  - Astrida Vicente, basketteuse angolaise.
  - Liu Yang (刘洋), spationaute chinoise.
- 1979 :
  - Jakuta Alikavazovic, écrivaine française.
  - Mohamed Kallon, footballeur sierra-léonais.
  - Radoslav Rančík, basketteur slovaque.
  - Pierre-Alexandre Rousseau, skieur canadien.
  - David di Tommaso, footballeur français († 29 novembre 2005).
- 1982 :
  - Gio Aplon, joueur de rugby sud-africain.
  - William Butler, musicien américain du groupe Arcade Fire.
  - Aleksandar Ćapin, basketteur slovène.
  - Michael Frater, athlète de sprint jamaïcain.
  - Walker Russell, basketteur américain.
- 1985 : Sylvia Fowles, basketteuse américaine.
- 1986 :
  - Chahir Belghazouani, footballeur franco-marocain.
  - Vera Dushevina (Вера Евгеньевна Душевина), joueuse de tennis russe.
  - Pierre Jouvet, homme politique français.
- 1989 :
  - Mélanie Plust, basketteuse française.
  - Wei Wei (魏伟), basketteuse chinoise.
- 1990 :
  - Quincy Acy, basketteur américain.
  - Jordan Hamilton, basketteur américain.
  - Nazem Kadri, hockeyeur sur glace canadien d'origine libanaise.
- 1991 : Roshon Fegan acteur, danseur, chanteur, rappeur et musicien américain.
- 1993 : Nail Yakupov (Наиль Раилович Якупов), hockeyeur russe.
- 1994 :
  - Lee Joo-heon, rappeur coréen du groupe Monsta X.
  - Ryan Pulock, hockeyeur canadien.
- 1995
  - Théo Hernandez, footballeur français.
  - Shuri Atomi, star du porno japonais.
- 2000 : Jazz Jennings, auteure et militante des droits LGBT américaine.

### XXIesiècle
- 2004 : Bronny James, basketteur américain.

## Mariage
- 1991 : huitième mariage de l'actrice américaine Lyz Taylor, avec un ouvrier de vingt années son cadet, jusque vers 1996, et fête afférente dans le ranch de son ami Michael Jackson[10].

## Décès

### Vesiècle
- 404 :  Eudoxie, impératrice d'Orient de 395 à 404 (° v. 375).

### IXesiècle
- 877 : Charles II le Chauve, roi des Francs de 843 à 877 et empereur d'Occident de 875 à 877 (° 13 juin 823).

### XIIesiècle
- 1101 : Bruno le Chartreux, religieux allemand (° v. 1030).
- 1180 : Amaury de Nesle, prélat français (° inconnue).

### XIVesiècle
- 1331 : Jeanne de Divion, aventurière française, brûlée à Paris (° ca 1293).
- 1349 : Jeanne II, reine de Navarre de 1328 à 1349, fille du roi de France Louis X (° 28 janvier 1312).

### XVIesiècle
- 1536 : William Tyndale, érudit protestant anglais, étranglé puis brûlé à Vilvorde (° 1494).

### XVIIesiècle
- 1628 : François de Malherbe, poète français (° vers 1555).
- 1644 : Élisabeth de France, reine consort d'Espagne, de Portugal, de Naples et de Sicile, et duchesse consort de Bourgogne et de Milan de 1621 à 1644, épouse du roi Philippe IV d'Espagne (° 22 novembre 1602).
- 1660 : Paul Scarron, écrivain français, premier mari de Madame de Maintenon (° 4 juillet 1610).

### XVIIIesiècle
- 1762 : Francesco Manfredini, musicien italien (° 22 juin 1684).
- 1799 : William Withering, médecin et botaniste britannique (° 17 mars 1741).

### XIXesiècle
- 1825 : Bernard Germain de Lacépède, zoologiste et homme politique français (° 26 décembre 1756).
- 1873 : Paweł Edmund Strzelecki, explorateur et géologue polonais (° 20 juillet 1797).
- 1876 : John Young, homme politique britannique (° 31 août 1807).
- 1886 :
  - Victor Cochinat, avocat et journaliste français (° 19 janvier 1819).
  - Pierre-Louis Morin, architecte français (° 21 février 1811).
  - Samba Laobé Fall, Damel du royaume de Cayor (° ?).
- 1889 : Jules Dupré, peintre français (° 5 avril 1811).
- 1891 : Charles Stewart Parnell, homme politique britannique (° 27 juin 1846).
- 1892 : Alfred Tennyson, poète britannique (° 6 août 1809).

### XXesiècle
- 1905 :
  - Ferdinand von Richthofen, géographe et géologue allemand (° 5 mai 1833).
  - Albert Samanos, romancier français (° 21 septembre 1868).
- 1910 :  Jules Audent, homme politique, avocat et administrateur de société belge (° 6 juin 1834).
- 1934 : Gabrielle Lévy, neurologue française (° 11 janvier 1886).
- 1951 : Will Keith Kellogg, industriel américain (° 7 avril 1860).
- 1953 : Amin Ali Nasser ad-Din, journaliste, romancier libanais (° 25 janvier 1876).
- 1954 : Émile Mâle, historien d'art et académicien français (° 2 juin 1862).
- 1962 : Charles Albert « Tod » Browning, réalisateur et scénariste américain (° 2 juillet 1880).
- 1969 : Walter Hagen, golfeur américain (° 21 décembre 1892).
- 1973 :
  - Sidney Blackmer, acteur américain (° 13 juillet 1895).
  - François Cevert, pilote automobile français (° 25 février 1944).
- 1975 : Henry Calvin, acteur américain (° 25 mai 1918).
- 1979 : Elizabeth Bishop, poétesse, essayiste et traductrice américaine (° 8 février 1911).
- 1981 : Anouar el-Sadate (أنور السادات), homme politique égyptien, président de la République arabe d'Égypte de 1970 à 1981, prix Nobel de la paix en 1978 (° 25 décembre 1918).
- 1983 : Terence James Cooke, prélat américain, cardinal-archevêque de New York (° 1er mars 1921).
- 1985 : Nelson Riddle, chef d'orchestre américain (° 1er juin 1921).
- 1988 : Loïs Wilson, activiste américaine, cofondatrice d'Al-Anon (° 4 mars 1891).
- 1989 : 
  - Ruth Elizabeth « Bette » Davis, actrice américaine (° 5 avril 1908).
  - Jacques Doniol-Valcroze, cinéaste et acteur français (° 15 mars 1920).
- 1990 : José Cabanis, romancier et académicien français (° 24 mars 1922).
- 1992 : Denholm Elliott, acteur britannique (° 31 mai 1922).
- 1993 : Victor Razafimahatratra, prélat malgache, cardinal-archevêque de Tananarive (° 8 septembre 1921).
- 1996 : Gilles Hénault, critique d’art, poète et traducteur québécois (° 1er août 1920).
- 1997 : 
  - Yevgeny Khaldei (Евгений Ананьевич Халдей), photographe russe (° 23 mars 1917).
  - John Samuel « Johnny » Vander Meer, joueur de baseball américain (° 2 novembre 1914).
- 1998 : 
  - Mark Belanger, joueur de baseball américain (° 8 juin 1944).
  - Stéphane Morin, hockeyeur professionnel québécois (° 27 mars 1969).
- 1999 :
  - Amália Rodrigues, chanteuse portugaise (° 23 juillet 1920).
  - Tatevik Sazandarian, chanteuse d'opéra arménienne (° 20 août 1916).
- 2000 : Richard Farnsworth, acteur américain (° 1er septembre 1920).

### XXIesiècle
- 2002 : Claus von Amsberg, prince consort, époux de la reine Beatrix des Pays-Bas (° 6 septembre 1926).
- 2003 : Elisabeta Rizea, résistante anticommuniste roumaine (° 28 juin 1912).
- 2004 : Christian Chambosse, archéologue, préhistorien et spéléologue français (° 16 octobre 1914).
- 2006 :
  - Lorenzo I. De Leon Guerrero, troisième gouverneur des Îles Mariannes du Nord (° 25 janvier 1935).
  - Pierre Leroy-Beaulieu homme politique français (° 5 décembre 1928).
  - Claude Luter, clarinettiste, saxophoniste soprano et chef d'orchestre de jazz français (° 23 juillet 1923).
  - Simone Mayer, hématologue et professeure française (° 18 mai 1920).
  - Heinz Sielmann, professeur de biologie et d'écologie allemand (° 2 juin 1917).
- 2007 :
  - Serge de Beketch, journaliste, écrivain et animateur de radio français (° 12 décembre 1946).
  - Robert W. Bussard, physicien américain (° 11 août 1928).
- 2008 : Paavo Haavikko, écrivain, poète, éditeur et académiste finlandais (° 25 janvier 1931).
- 2010 : 
  - Jean Debuf, haltérophile français (° 31 mai 1924).
  - Colette Renard, actrice et chanteuse française (° 1er novembre 1924)
- 2011 : Diane Cilento, actrice australienne (° 5 octobre 1933).
- 2012 : 
  - Chadli Bendjedid (شاذلي بن جديد), homme politique, écrivain et militaire algérien, président de la République algérienne démocratique et populaire de 1979 à 1992 (° 1er juillet 1929).
  - Antonio Cisneros, écrivain et poète péruvien (° 27 décembre 1942).
  - Préfète Duffaut, peintre haïtien (° 1er janvier 1923).
  - Gérard Gropaiz, nageur français (° 1er août 1943).
  - Raoul De Keyser, peintre belge (° 29 août 1930).
  - Albert-Joseph de Saxe, historien et prince allemand (° 30 novembre 1934)
- 2015 : 
  - Christine Arnothy (Irène Kovach de Szendrö dite), femme de lettres et journaliste française (° 8 novembre 1930).
  - Albert Poulain, conteur et collecteur breton de langue gallèse (° 8 septembre 1932).
  - Billy Joe Royal, chanteur et guitariste country rock américain (° 3 avril 1942).
- 2016 :
  - Gérard Bonnet, homme politique français (° 27 septembre 1944).
  - Barbara Hagerman, fonctionnaire et professeur de musique canadienne, lieutenant gouverneur de l’Île-du-Prince-Édouard de 2006 à 2011 (° 9 février 1943).
  - Hidipo Hamutenya, homme politique namibien, ministre des Affaires étrangères de 2002 à 2004 (° 17 juin 1939).
  - Anthony John « Tony » Mottram, joueur de tennis britannique (° 8 juin 1920).
- 2017 :
  - Roberto Anzolin, footballeur puis entraîneur italien (° 18 avril 1938).
  - Terry Downes, boxeur britannique (° 9 mai 1936).
  - François Gault, journaliste et écrivain français (° 11 avril 1933).
  - Marek Gołąb, haltérophile polonais (° 7 mai 1942).
  - Connie Hawkins, basketteur américain (° 17 juillet 1942).
  - Ralphie May, acteur et humoriste américain (° 17 février 1972).
  - Jean-Yves Soucy, écrivain canadien (° 2 mars 1945).
- 2018 : 
  - Montserrat Caballé, cantatrice soprano espagnole (° 12 avril 1933).
  - George Kaftan, basketteur américain (° 22 février 1928).
  - Victoria Marinova, journaliste d'investigation bulgare (° 7 septembre 1988).
  - Michel Vovelle, historien français (° 6 février 1933).
  - Scott Wilson, acteur américain (° 29 mars 1942).
- 2019 : 
  - Ginger Baker (Peter Edward Baker dit), musicien anglais du groupe Cream (° 19 août 1939).
  - Ciaran Carson, poète et romancier britannique (° 9 octobre 1948).
  - Vlasta Chramostová, actrice tchèque (° 17 novembre 1926).
  - Benjamin Dessus, ingénieur et économiste français (° 21 août 1939).
  - Joseph Gourmelon, homme politique français (° 27 avril 1938).
  - Martin Lauer, athlète de haies allemand (° 2 janvier 1937).
- 2020 : 
  - Johnny Nash, chanteur et guitariste américain (° 19 août 1940).
  - Eddie Van Halen, musicien américano-néerlandais, guitariste du groupe Van Halen (° 26 janvier 1955).
  - Élise Ventre, actrice et ancienne épouse de Guillaume Depardieu[11] (°C. 1973).
  - Wladimir Yordanoff, comédien français (° 28 mars 1954).
- 2021 : 
  - Patrick Horgan, acteur britannique (° 26 mai 1929).
  - Luisa Mattioli, actrice italienne (° 23 mars 1936).
  - Matti Puhakka, homme politique finlandais (° 7 février 1945).
  - Martin J. Sherwin, historien américain (° 2 juillet 1937).
  - Viguen Tchitetchian, homme politique et diplomate soviétique puis arménien (° 26 juillet 1941).
- 2022 :
  - Hans Berger, syndicaliste et homme politique allemand (° 28 février 1938).
  - Noé Jitrik, critique littéraire et écrivain argentin (° 23 janvier 1928).
  - Jody Miller, chanteuse américaine de country (° 29 novembre 1941).
  - Phil Read, pilote britannique de vitesse moto (° 1er janvier 1939).
- 2023 :
  - Maurice Bourgue, hautboïste, chambriste, compositeur, chef d'orchestre et pédagogue français (° 6 novembre 1939).
  - Nicholas Crafts, économiste, historien, professeur d'université britannique (° 9 mars 1949).
  - Loren Cunningham, évangéliste pentecôtiste américain (° 30 juin 1935).
  - Giuseppe Da Prato, mathématicien italien (° 23 juillet 1936).
  - Stélios Faïtákis, peintre grec (° 1976).
  - Daniel Giraud, essayiste, traducteur, et poète libertaire français (° 10 janvier 1946).
  - Victoire Jasmin, femme politique française (° 23 décembre 1955).
- 2024 :
  - Kipyegon Bett, athlète de demi-fond kényan (° 1er février 1998).
  - Shimon Kagan, joueur d'échecs israélien (° 6 avril 1942).
  - Claude Lapointe, illustrateur et enseignant français (° 3 décembre 1938).
  - Johan Neeskens, footballeur international néerlandais (° 15 septembre 1951).
  - Edna Tepava, mannequin et reine de beauté française (° 1955).
  - Géjza Valent, athlète de lancers de disques tchécoslovaque puis tchèque (° 3 octobre 1953).

## Célébrations
- La journée nationale des aidants
- Égypte : jour des forces armées commémorant le franchissement de la ligne Bar-Lev par les forces armées égyptiennes lors de la guerre du Kippour ci-avant.
- Philadelphie (États-Unis), journée germano-américaine (en) commémorant la fondation de Germantown (premier nom de la ville) en 1683.

### Saints des Églises chrétiennes

#### Catholiques et orthodoxes
Saints du jour, :
- Apollinaire de Bourges († 611), 29e évêque de Bourges.
- Barse de Vaison († 580), évêque de Vaison-la-Romaine.
- Énimie († VIIe siècle), vierge et abbesse dans le village éponyme.
- Erotide († 330), martyre en Grèce.
- Foy d'Agen († 303), vierge et martyre à Agen.
- Magne d'Oderzo (it) († 660), évêque d'Oderzo.
- Pardulphe de Guéret († 737) — ou « Pardoux » —, abbé du monastère de Guéret, patron de cette ville.
- Prime d'Agen († 303), Félicien, et cinq cents autres martyres à Agen, compagnon(s) de sainte Foy.
- Prudent de Narbonne († 257), archidiacre et martyr à Narbonne.
- René de Sorrente (it) († 450), 1er évêque de Sorrente.
- Romain d'Auxerre († 564), 16e évêque d'Auxerre.
- Sagaris († 170), évêque et martyr à Laodicée, disciple de saint Paul.

#### Saints et bienheureux catholiques
Saints et béatifiés du jour :
- Adalbéron de Wurtzbourg († 1090), bienheureux évêque de Wurtzbourg.
- Arthaud de Belley († 1206), chartreux, évêque de Belley.
- Bernard Fabrega Juliá († 1934), bienheureux frère mariste espagnol, martyr à Barruelo de Santullán.
- Bruno le Chartreux († 1101), fondateur de l'ordre des Chartreux.
- François Hunot († 1794), bienheureux prêtre français, martyr sur les pontons de Rochefort.
- François Phan Van Trung († 1858), officier martyr à Hanoï.
- Isidore De Loor († 1916), bienheureux passioniste belge.
- Marie Françoise des Cinq Plaies (Gallo, † 1791), tertiaire franciscaine à Naples.
- Marie-Rose Durocher († 1849), bienheureuse religieuse française, fondatrice des Sœurs des Saints Noms de Jésus et de Marie.

#### Saint orthodoxe
Saint du jour, aux dates éventuellement "juliennes" ou orientales :
- Jean l'étranger (XIe siècle), moine en Crète.
- Macaire de Kios († 1590), moine et martyr.
- Saint Thomas l'apôtre (Ier siècle), l'un des douze apôtres de Jésus de Nazareth, surnommé Dydime (en grec), c'est-à-dire le jumeau, d'abord incrédule de la résurrection du Christ jusqu'à un épisode évangélique ou des Actes des apôtres du Nouveau testament d'apparition collective avec stigmates de la crucifixion aux disciples (date seulement orientale).

### Prénoms du jour
Bonne fête aux Bruno et ses variantes : Bruneau, Brunel, Brunon (dicton plus bas), Brunot, Bruny & Bern(e) (voir Bernard etc.) ; et les formes féminines : Bruna, Brunaëlle, Brune, Brunella, Brunelle, Brunetta ou Brunette.
Et aussi aux :
- Arthaud,
- Foy et sa variante Foi.
- Ivi et ses variantes ou dérivés autant bretons : Ivin, Ivy, Iwig, Yvi, etc. (voir 19 mai).
- Marie-Françoise (voir aussi séparément les Marie, les 15 août, 8 septembre, 1er janvier etc. ; et les Françoise les 9 mars, 22 décembre, etc.).
- Marie-Rose.
- Thomas (par les églises d'Orient selon leur(s) calendrier(s) plus haut, donc pas nécessairement un 6 octobre grégorien) ; et ses féminins : Thomase, Thomasine, Thomassine, Tomasina.

## Traditions et superstitions

### Astrologie
- Signe du zodiaque : quatorzième jour du signe astrologique de la Balance.

### Dicton du jour
- « À la saint-Bruno, les feuilles tombent dans le bô. »[14],[15]
- « À la Saint-Brunon, les faines ont le noyau bon. »[16]
- « À la sainte-Foy, prends la nèfle quand tu la vois. »[17]
- « Ne sème pas à la saint-Léger [2 octobre], les épis seraient trop légers. Sème à la saint-François [4 octobre], il te rendra grain de bon poids.
Mais n'attends pas la saint-Bruno, ton blé serait tout noiraud. »[15]

## Toponymie
Plusieurs voies, places, sites ou édifices de pays ou provinces francophones contiennent cette date sous différentes graphies dans leur nom : voir Six-Octobre .